# 추미애
추미애(秋美愛, 1958년 10월 23일~)는 대한민국의 판사 출신 정치인이다. 제15·16·18·19·20·22대 국회의원이다. 제2대 더불어민주당 대표, 제67대 법무부 장관을 역임하였다.

## 생애
1958년 대구에서 세탁소를 운영하는 부모 밑에서 2남 2녀 중 셋째(차녀)로 태어났다. 
한양대학교 법과대학 동기인 서성환 변호사와는 캠퍼스 커플이었으며, 결혼 전까지 7년간 연애하였다. 서성환은 전라북도 정읍 출신이며, 다리에 장애가 있다. 추미애의 집안에선 서성환과의 결혼에 반대하였으나 추미애는 집안의 반대를 무릅쓰고 1985년 서성환과 결혼하였다. 한편 훗날 추미애를 정계에 입문시킨 김대중은 추미애에게 "호남 사람인 제가 대구(출신) 며느리를 얻었습니다. 고맙습니다"라고 말한 바 있다. 이 두 가지 이유로 인해 언론에선 추미애를 '대구의 딸이자 호남의 며느리'로 부른다.

### 판사
1981년 한양대학교 법과대학을 졸업하고, 1982년 제24회 사법시험에 합격하였다. 1985년 사법연수원을 14기로 수료한 후 춘천지방법원 판사로 부임했다. 전두환 정부가 불온서적 압수수색을 시작하면서 검찰이 전국 법원에 서점 압수수색영장을 청구했을 때 다른 법원들은 영장을 모두 발부했지만 추미애만 "책을 유언비어로 볼 근거가 없다"며 청구를 기각했다.
1989년 인천지방법원 판사로 근무했고, 1993년 전주지방법원 판사로 근무하며 김제시 선거관리위원장을 겸임했다. 1995년 광주고등법원 판사로 재직하던 중 김대중 새정치국민회의 총재의 제안으로 8월 27일 새정치국민회의에 입당했고, 당 부대변인으로 정당 생활을 시작했다. 

### 국회의원
1996년 제15대 총선에서 광진구 을 지역구에 출마해 43.77%의 득표율로 당선되어 헌정 사상 최초의 여성 판사 출신 국회의원, 판사 출신 야당 국회의원, 소선거구제 도입 이후 서울 지역 최초의 여성 국회의원이 되었다.
초선이던 1997년 제15대 대선에서 김대중 후보 캠프의 유세단장으로 활동할 당시 고향인 대구에 내려가서 선거운동을 했다. 당시는 지역감정이 심하던 때였다. 직전 대통령 선거인 제14대 대선 때는 야당이던 평민당 운동원들이 대구 유세를 하다 돌을 맞기도 하던 때였다. 그러나 추미애는 “지역감정의 악령으로부터 대구를 구하는 잔다르크가 되겠다”고 다짐하며, 유세단 이름을 ‘잔다르크 유세단’이라고 불렀다. 그리고 대구에서 지역감정과 맞서 저돌적으로 선전하는 인상적인 모습을 보여주었는데, 이때 언론으로부터 '추다르크'라는 별명으로 불렸다. 
1999년 홍콩에서 발간되는 시사주간지 《ASIAWEEK》에서 '새천년을 이끌 아시아 밀레니엄 정치지도자'로 선정됐다. 2000년 한국여성유권자연맹이 실시한 '20세기를 빛내고 21세기를 빛낼 여성' 여론조사에서는 4위로 선정됐다. 한국유권자연맹으로부터 '국회의정활동 최우수상'과 전국 NGO단체연대로부터 '올해의 닮고 싶은 인물상'을 수여 받았다.
2002년 제16대 대선을 앞두고 새천년민주당의 당내 경선에서 노무현 후보가 지지율이 낮을 때부터 지지하였다. 노무현이 민주당의 대선 후보로 결정되고 난 후 노무현의 지지율이 낮다는 이유로 민주당 내에서 대선 후보 교체를 위한 후보 단일화 협의회 사태가 일어났을 때도 후보 교체란 있을 수 없는 일이라며 노무현을 지지하였다. 노무현 대통령 후보 캠프의 국민참여운동본부 공동본부장으로 활동하며 노무현의 당선에 일조하였다. 당시 선풍적인 인기를 끌었던 '희망돼지' 저금통 사업을 이끌며 선거운동을 위한 국민성금을 모아 '돼지엄마'라는 별명을 얻었다. 2003년 노무현 대통령이 당선되자 당선자의 특사 자격으로 미국과 일본을 방문했다.
2003년 11월 여당이던 새천년민주당 분당사태 때 열린우리당에 합류하지 않고 민주당에 잔류하며 노무현과 정치적으로 결별하였다. 2004년 3월 새천년민주당 조순형 대표가 노무현 대통령에 대한 탄핵을 추진하였으나, 같은 당 의원이었던 추미애는 "① 탄핵 대신 개혁으로 지지층의 동요를 막아야 한다. ② 탄핵 찬성은 한나라당 지지층이 주도하고 있으니 현혹되면 안 된다. ③ 그래도 탄핵을 강행하면 역풍을 맞아 총선에 참패할 것이다."라는 ‘3불가론’을 내세우며 탄핵에 반대하였는데, 당시 민주당 의원총회에서 탄핵에 반대한 2인 중 한 명이었다. 하지만 민주당 지도부는 탄핵에 반대하는 추미애에게 “당내 2인자가 당론에 찬물을 끼얹고 있다”, “너 혼자 잘났냐” 등 비난을 하였고, 결국 민주당의 당론은 탄핵 찬성으로 결정되었다. 민주당 지도부는 당시 구치소에 수감되어 있던 소속 의원 2명의 서명까지 받아 탄핵을 추진하려 하였다. 그러자 추미애는 "감옥 간 분들 표까지 긁어모아 탄핵을 한다면 말이 안 된다. 숯댕이(범죄혐의로 수감된 의원)가 검댕이(노무현 대통령)를 나무랄 순 없다. 민주당의 명예를 지키기 위해 내가 기꺼이 표를 드리겠다." 며 결국 당론에 따라 탄핵 찬성으로 입장을 바꿨다. 이후 국회에선 탄핵소추안이 가결되어 헌법재판소의 탄핵심판이 개시되었다. 한편 곧이어 실시된 17대 총선에서 민주당은 선거대책위원장직을 추미애에게 맡겼는데, 추미애는 탄핵 반대의 압도적 여론을 체감하고선 민주당이 탄핵에 동참한 것에 대해 당의 선대위원장으로서 당을 대표하여 사과하였다. 그리고 사과의 의미에서 3보1배를 하였다. 그러나 탄핵반대 여론의 역풍을 맞은 민주당이 9석의 의석을 얻는데 그쳤을 때 추미애도 낙선하였다. 훗날 추미애는“내 정치 인생 중 가장 큰 실수이자 과오가 탄핵에 찬성한 것”이라고 했다.
2007년 제17대 대선에서 정동영 후보 공동선대위원장으로 활동하였다. 2007년 김용철 변호사의 삼성 비자금 폭로 사건 당시 드러난 삼성의 내부 문건에 '돈을 받지 않는 정치인'으로 추미애가 적혀 있다는 사실이 알려졌다.
2008년 실시된 18대 총선에서 당선되어 국회의원으로 복귀하였다. 2012년에는 민주통합당 최고위원으로 당선되었고, 제18대 대선에서는 문재인 후보 국민통합위원장으로도 활동하였다. 2015년에는 문재인 새정치민주연합 대표에 의해 지명직 최고위원으로 임명되었다. 2015년말에 벌어진 새정치민주연합의 분당사태 때는 탈당파를 강력히 비판하며 당에 잔류하였다.
2016년 4월에 실시된 제20대 국회의원 선거에서 당선되면서 대한민국 헌정 사상 최초 지역구 5선 여성 국회의원이라는 기록을 세웠다.
2021년 더불어민주당 제20대 대통령 선거 경선에 출마하였으나 유효한 1,431,593표 중 129,035표를 받으며 총 9.01%의 득표율을 기록했다. 이 득표율은 전체 3위의 결과이다. 이후 더불어민주당의 제20대 대통령 선거 후보로 당선된 이재명 후보의 대선캠프에서 명예선거대책위원장을 역임했다. 

### 더불어민주당 대표
2016년 8월 27일 더불어민주당 전당대회에서 54.03%의 득표율로 당 대표로 선출되었다. 민주당 역사상 최초의 대구·경북 출신 여성 당 대표가 되었다. 2017년 5월 실시된 제19대 대선에서 문재인 후보 선거대책위원회 상임선대위원장을 맡아 정권교체를 이루었다. 이로써 헌정 사상 첫 여성 집권 여당 대표가 되었다. 2018년 제7회 지방선거에서도 당 대표로서 선거를 진두지휘해 당의 압도적 승리를 이루어냈다. 같은 해 8월 임기가 만료되어 역대 민주당계 정당 대표 중 최초로 임기를 채운 대표라는 영예를 안으며 퇴임하였다.

### 법무부 장관
2020년 1월 2일 문재인 정부의 세 번째 법무부 장관에 임명되었다. 법무부 장관으로서 검찰과 경찰의 수사권을 조정하고 검찰인권보호수사규칙을 제정하는 개혁을 추진하였고, 대검찰청 중간 간부 자리를 대거 줄이고 형사·공판부를 강화하는 검찰 직제개편도 추진했다. 2020년 10월 19일 라임과 옵티머스 펀드 사건과 윤석열 검찰총장 가족 관련 의혹 수사 등에서 윤 총장의 지휘를 배제하는 수사지휘권을 행사했다. 2020년 11월 24일 윤석열 검찰총장 징계를 청구하면서 직무배제 명령도 내리며, 윤 총장의 재판부 불법사찰, 감찰 방해, 언론사 사주와 부적절한 만남 등 비위 혐의를 확인했다고 밝혔다. 윤석열 검찰총장의 정직 2개월 징계를 이끌어낸 뒤 법무부 장관에서 사의를 표명했다.

## 학력
- 1971년 대구남산국민학교 졸업
- 1974년 구남여자중학교 졸업
- 1977년 경북여자고등학교 졸업
- 1981년 한양대학교 법과대학 법학 학사
- 1983년 한양대학교 대학원 법학 석사과정 수료
- 2001년 연세대학교 경제대학원 경제학 석사
- 2012년 건국대학교 대학원 정치학 박사과정[15]

### 비학위 수료
- 2005년 세종대학교 경영대학원 최고경영자과정 수료
- 2007년 고려대학교 정책대학원 최고위정책과정 수료

## 경력
- 1982년 제24회 사법시험 합격
- 1985년 제14기 사법연수원 수료
- 1985년 춘천지방법원 판사
- 1989년 인천지방법원 판사
- 1993년 전주지방법원 판사
- 1995년 광주고등법원 판사
- 1995년: 새정치국민회의 입당
- 1996년 4월 11일: 대한민국 제15대 국회의원 선거 당선(서울 광진구 을, 새정치국민회의, 초선)
- 1996년~2000년 제15대 국회의원(서울 광진구 을, 새정치국민회의→새천년민주당, 초선)
  - 1996년 6월~1998년 5월 제15대 국회 전반기 내무위원회 위원
  - 1996년 6월~1998년 5월 제15대 국회 전반기 여성특별위원회 간사
  - 1998년 6월~2000년 5월 제15대 국회 후반기 행정자치위원회 위원
- 1996년~2000년 새정치국민회의 서울특별시 지부 광진구 을 지구당위원장
- 1997년 제15대 대통령 선거 새정치국민회의 김대중 대통령 후보 유세단장
- 1998년 제15대 김대중 대통령직인수위원회 인수위원
- 2000년 4월 13일: 대한민국 제16대 국회의원 선거 당선(서울 광진구 을, 새천년민주당, 재선)
- 2000년~2004년 제16대 국회의원(서울 광진구 을, 새천년민주당, 재선)
  - 2000년 6월~2002년 5월 제16대 국회 전반기 행정자치위원회 위원
  - 2002년 6월~2004년 5월 제16대 국회 후반기 통일외교통상위원회 위원
- 2000년~2004년 새천년민주당 서울특별시 지부  광진구 을 지구당위원장
- 2001년 새천년민주당 지방자치위원회 위원장
- 2001년 새천년민주당 김대중 총재 비서실장
- 2002년 새천년민주당 최고위원
- 2002년 제16대 대통령 선거 새천년민주당 노무현 대통령 후보 국민참여운동본부 공동본부장
- 2003년 노무현 대통령 당선자 미국·일본 특사
- 2004년~2006년 미국 컬럼비아 대학교 방문 교수[16]
- 2006년 한양대학교 국제대학원 초빙 교수
- 2007년 제17대 대통령 선거 대통합민주신당 정동영 대통령 후보 선거대책위원회 공동선대위원장
- 2008년 4월 9일: 대한민국 제18대 국회의원 선거 당선(서울 광진구 을, 통합민주당, 3선)
- 2008년~2012년 제18대 국회의원(서울 광진구 을, 통합민주당→민주당→민주통합당, 3선)
  - 2008년 6월~2010년 5월 제18대 국회 전반기 환경노동위원회 위원장
- 2008년~2011년 민주당 서울특별시당 광진구 을 지역위원회 위원장
- 2011년~2013년 민주통합당 서울특별시당 광진구 을 지역위원회 위원장
- 2012년 4월 11일: 대한민국 제19대 국회의원 선거 당선(서울 광진구 을, 민주통합당, 4선)
- 2012년~2016년 제19대 국회의원(서울 광진구 을, 민주통합당→민주당→새정치민주연합→더불어민주당, 4선)
  - 2012년 6월~2013년 5월 제19대 국회 전반기 외교통상통일위원회 위원
  - 2013년 6월~2014년 5월 제19대 국회 전반기 산업통상자원위원회 위원
- 2012년 민주통합당 최고위원
- 2012년 제18대 대통령 선거 민주통합당 문재인 대통령 후보 선거대책위원회 국민통합위원장
- 2013년~2014년 민주당 서울특별시당 광진구 을 지역위원회 위원장
- 2014년 3월~2015년 12월 새정치민주연합 서울특별시당 광진구 을 지역위원회 위원장
- 2015년 2월~2015년 12월 새정치민주연합 최고위원
- 2015년 새정치민주연합 경제정의노동민주화특별위원회 위원장
- 2015년 12월~2020년 5월 더불어민주당 서울특별시당 광진구 을 지역위원회 위원장
- 2015년 12월~2016년 1월 더불어민주당 최고위원
- 2016년 더불어민주당 경제정의노동민주화특별위원회 위원장
- 2016년 더불어민주당 소녀상의 눈물 운동본부 위원장
- 2016년 4월 13일: 대한민국 제20대 국회의원 선거 당선(서울 광진구 을, 더불어민주당, 5선)
- 2016년~2020년 제20대 국회의원(서울 광진구 을, 더불어민주당, 5선)
  - 2016년 제20대 국회 전반기 국방위원회 위원
  - 2016년 6월~2016년 9월 제20대 국회 전반기 법제사법위원회 위원
  - 2016년 9월~2018년 5월 제20대 국회 전반기 외교통일위원회 위원
  - 2018년 7월~제20대 국회 후반기 외교통일위원회 위원
  - 제20대 국회 의원외교협의회 회장(러시아), 의원외교친선협회 부회장(파라과이) · 이사(독일)
  - 제20대 국회 후반기 외교통일위원회 미주소위원회 위원장
- 2016년 8월~2018년 8월 더불어민주당 대표
- 2016년 8월~2018년 8월 민주연구원 이사장
- 2017년 제19대 대통령 선거 더불어민주당 문재인 대통령 후보 국민주권선거대책위원회 상임선대위원장
- 2018년 2월~2021년 1월 더불어민주당 혁신성장추진위원회 위원장
- 2018년~ 더불어민주당 상임고문
- 2020년 1월~2021년 1월 제67대 법무부 장관
- 2021년 7월~2021년 10월 더불어민주당 제20대 대통령 선거 경선후보(최종 3위)
- 2021년 11월~2022년 3월 제20대 대통령 선거 더불어민주당 이재명 대통령 후보 선거대책위원회 명예선거대책위원장
- 2023년~ 재단법인 김대중기념사업회 상임고문
- 2024년 4월 10일: 대한민국 제22대 국회의원 선거 당선(경기 하남시 갑, 더불어민주당, 6선)
- 2024년 5월~ 더불어민주당 경기도당 하남시 갑 지역위원회 위원장
- 2024년 5월~ 제22대 국회의원(경기 하남시 갑, 더불어민주당, 6선)
  - 2024년 6월~ 제22대 국회 전반기 국방위원회 위원
  - 2024년 6월~2025년 7월 제22대 국회 전반기 국회운영위원회 위원
  - 2024년 12월~2025년 2월 제22대 국회 윤석열 정부의 비상계엄 선포를 통한 내란 혐의 진상규명 국정조사 특별위원회 위원
- 2024년 9월~ 더불어민주당 딥페이크성범죄·디지털성폭력근절 대책특별위원회 위원장
- 2025년 1월~ 더불어민주당 내란극복·국정안정특위 윤석열내란진상조사단장
- 2025년 5월~2025년 6월 제21대 대통령 선거 더불어민주당 이재명 대통령 후보 진짜 대한민국 선거대책위원회 공동선거대책위원장

## 수상
- 1997년 ‘여성권익디딤돌'수상 <한국여성단체연합> (남녀평등실현과 여성권익 향상에 디딤돌 역할을 한 것으로 평가)
- 1999년 새천년을 이끌 ‘아시아 밀레니엄 정치지도자’로 선정 <시사주간지 (ASIAWEEK)> (홍콩에서 발간되는 <시사주간지 [ASIAWEEK]>)
- 1999년 국회의정활동 행정자치위원회 최우수상 <한국유권자운동연합>
- 2000년 ‘국민화합상'수상 <국민화합운동연합>
- 2000년 ‘20세기를 빛낸 여성 21세기를 빛낼 여성선정 <한국여성유권자연맹>
- 2000년 새천년 밝은정치인상 <바른사회 밝은정치 시민연합>
- 2003년 차세대 지도자감 1위 <시사저널> (시민단체 활동가 대상으로 한 여론조사)
- 2004년 국민이 뽑은 정당의 최고 정치지도자 1위 <월간중앙-ANR공동 여론조사>
- 2009년 백봉신사상 수상 <백봉 나용균 선생 기념사업회>
- 2012년 전자도서관 이용 최우수상 <국회도서관>
- 2013년 안중근 평화대상 <안중근평화재단청년아카데미>
- 2014년 국정감사 우수의원 <국정감사 NGO모니터단>
- 2014년 국정감사 과학기술 최우수 의정상 <한국과학기술단체총연합회>
- 2015년 한국정치커뮤니케이션학회 국회를 빛낸 바른 언어상
- 2015년 한국매니페스토실천본부 국정감사 우수의원
- 2015년 국정감사 NGO모니터단 국정감사 우수의원
- 2017년 한국소비자협회 대한민국 소비자 대상 입법 의정부문 올해의 최고 인물
- 한양대학교 총동문회 자랑스러운 한양인상
- 2018년 한국유권자총연맹 국정감사 최우수 의정활동
- 2019년 한국유권자총연맹 국정감사 최우수 의정활동
- 2019년 한국자치발전연구원 대한민국 자치발전 국정부문 대상
- 2024년 더불어민주당 국정감사 우수의원상

## 논란

### 공직선거법 위반
2016년 12월 23일 서울동부지방법원 형사11부(이상윤 부장판사)는 공직선거법 위반(허위사실유포) 혐의를 받은 추미애에 대해 "미필적으로나마 허위임을 인식하면서 해당 사실을 공표한 것으로 보인다"며 유죄를 인정하면서 "추 대표가 법조단지 존치 약속을 자신의 중요한 업적으로 강조해 홍보한 것은 아니고 정치적 책임에 대해서는 이후 두 차례 선거에서 이미 심판을 받았고 지지율 추이를 보면 선거에 영향을 준 건 아니다"고 하여 당선을 무효로는 하지 않는 벌금 80만원을 선고했다. 추미애는 총선을 앞둔 2016년 3월 기자 간담회에서 "16대 의원 시절 당시 법원행정처장에게 서울동부지법 존치를 약속받았는데 그해 선거에서 낙선하여 법원이 송파구 문정동으로 이전했다"고 하면서 허위사실을 알렸으며, 총선 공보물에 '법원행정처장에게 동부지법 존치 약속을 받아낸 추미애 의원' 등의 허위사실을 기재하였다. 2017년 3월 21일 항소심 재판부인 서울고등법원 형사2부(이상주 부장판사)도 추미애에게 원심 판결과 같이 벌금 80만원을 선고한 것으로 판결이 확정되었다.(서울고등법원2017노28)

### 계엄령 발언
국회에서 열린 최고위원회의에서 박근혜 대통령을 향해 "하야하시라. 박근혜 대통령이 하야하지 않으면 헌법상 대통령에게 부여된 권한을 정지시키는 조치에 착착 들어가겠다"고 말했다. 이 과정에서 "최종적으로 계엄령까지도 준비하고 있다는 정보도 돈다"는 발언을 하여 논란이 되었다.
이에 대해서 정진석 당시 새누리당 의원은 "대통령이 계엄을 선포할 권한이 있다면 국회는 계엄을 해제할 수 있는 권한이 있다. 헌법은 국회의원 과반수가 계엄 해제를 요구하면 대통령은 이를 해제해야 한다고 77조에 못 박고 있다"라면서 "여소야대 국면에서 계엄해제권은 추미애 대표가 쥐고 있다. 계엄선포권은 박 대통령에게 있지만, 계엄해제권은 추 대표에게 있는 것"이라고 반박했다.
이후 박근혜에 대한 탄핵 정국 당시 국방부가 치안 유지를 목적으로 군 병력을 출동시킬 수 있는 구체적인 요건을 검토한 것은 물론 무기사용이 가능한 경우까지 따져본 정황이 확인되자 더불어민주당 추미애 대표의 당시 ‘계엄령’ 발언이 재조명되었다. 이철희 더불어민주당 의원이 입수한 자료를 바탕으로 JTBC에서 "국방부가 한민구 장관의 지시로 위수령을 검토했다"는 보도를 내면서, 추 대표의 발언이 재조명받게 된 것이다. 그러나 SBS는 이에 대해 "국방부는 이철희 의원의 요청에 따라 위수령이라는 제도를 들여다봤던 것"이라면서 중요한 맥락이 빠졌다고 지적했다. 위수령 검토에 대해서 보도한 JTBC와 이를 반박한 SBS 간에 공방이 발생하면서 이 사건은 언론중재위원회로 가게 되었고, 중재위는 불성립 결론을 내렸다. 이에 따라 SBS는 'JTBC의 보도가 맞았다'는 정정 보도는 물론, JTBC의 입장을 담은 반론 보도를 할 필요도 없다.
그러나 2018년 7월에 국군기무사령부 계엄령 준비 사건이 보도되면서 추 대표의 발언에 다시 힘이 실리게 되었다. 추 대표는 "필요하다면 국회 차원의 국정조사와 청문회도 열어 반드시 진상규명하고 책임자를 끝까지 밝혀내도록 하겠다"고 국회 최고위원회의에서 발언하였다.

### 상임위 불출석
지난 1년 국회 상임위원회(추 대표의 소속 위원회는 외교통일위원회)에 추 대표는 단 한 번도 출석하지 않은 것으로 나타났다. 시민단체 법률소비자연맹이 발표한 국회 상임위원회 전체회의 전수조사 결과, 역대 여야 당대표들의 출석률은 다 저조하지만, 추 대표처럼 0%인 경우는 단 한번도 없는 것으로 밝혀졌다. 물론 당 대표들은 일정도 많고, 특히 추 대표처럼 지난 1년 동안 대선, 지방선거 등을 준비하는 것을 감안하더라도, 정의당 이정미 대표의 상임위 출석률인 66%와 비교된다고 JTBC 정치부 회의가 지적했다.

### 공소장 비공개 관련 논란
추미애는 2020. 2. 6. 문재인 정부의 선거개입 의혹 사건에 대한 공소장을 공개하지 않은 이유에 대해 "그동안 사실상 간과되어 왔던 헌법상 무죄추정의 원칙, 형사피고인의 공정한 재판을 받을 권리, 공판중심주의, 공소장일본주의가 실질적으로 지켜질 수 있도록 그동안 잘못된 관행을 바로잡기 위한 첫걸음”이라고 하면서 "미국도 재판 시작 전에는 공소장을 공개하지 않는다"며 "재판이 시작되면 공개될 것"이라고 해명을 했지만 "미국은 기소하면 특별한 이유가 없으면 이틀 내에 공소장을 공개하였다."는 반론이 있었다.

### 아들 탈영 논란
2016년~2018년 주한 미8군 한국군지원단 미2사단지역대 소속 카투사로 군 복무했던 추미애의 아들이 "아프다"면서 휴가 10일을 받고 다시 10일 추가 신청했으나 불허되었음에도 지정된 날짜에 복귀하지 않아 탈영 논란으로 검찰에 고발되었다. 이후 아들의 동료 병사가 SNS에 "우리 엄마가 추미애 장관이었으면 좋겠다"는 내용을 적어 다시 논란이 생기자 추미애는 국회에서 "더 이상 아들을 건드리지 말아 주셨으면 좋겠다"고 말한 것이 다시 논란이 생겼다. 그러자 당시 발언 영상을 공개하며 "아들 사건을 빨리 수사를 해서 무엇이 진실인지 밝혀야"라고 말한 부분을 강조하며 언론의 앞뒤 자르기식 왜곡보도를 비판하면서 "아들이 다리 수술을 해서 재검하면 면제받을 수 있는데 엄마가 공인이라서 재검하지 않고 군복무중"이라고 밝혔다.
당시 휴가 20일째 되는 날 당직 사병은 검찰에서 "이를 상부에 보고도 하기 전에 먼저 상급 부대에서 '휴가 연장' 지시가 내려왔다"며 "내가 복무하는 기간에 휴가 미복귀하고 연장되는 사병은 서씨가 처음'이라고 말해 로비 의혹을 제기했다. 국회와 언론에서 계속하여 특혜 휴가, 청탁, 황제 복무 의혹이 제기되자 아들은 변호인을 통해 수술을 목적으로 하는 적법한 방법에 의한 병가에 대한 입장을 밝혔다.
당직사병이었던 현동환, 한국군 지원단장이었던 대령이 지원단장이 과거 참모로 있을 때 지휘관을 했던 신원식 미래통합당 의원에게 제보를 하면서 논란이 확대되었으나 국방부가 "적법했다"는 입장을 밝히고 육군 인사사령부가 국민의힘 한기호 의원에게 제출한 ‘부대 미복귀 휴가 연장 현황’에서 "2017~2020년 카투사에서는 총 36명이 ‘전화 휴가 연장’을 했다."는 내용이 있음에도 이와 관련하여 조선일보는, 총 36명 중 집에 있으면서 연장한 경우는 추미애 아들이 유일하다는 이유로, 신문 지면 1면과 포털 등에서 '병가 미복귀·전화로 휴가 연장, 4년간 추미애 아들이 유일'이라는 제목으로 적시하는 등으로 논란이 확대되었다. “아들은 입대 전 왼쪽 무릎 수술을 받았다. 그런데도 엄마가 정치적 구설에 오를까 걱정해 기피하지 않고 입대했다”며 “군 생활 중 오른쪽 무릎도 또 한 번 수술을 받아야 했다. 그래서 왼쪽 무릎을 수술했던 병원에서 오른쪽 무릎을 수술받기 위해 병가를 냈다”고 밝혔다.
추미애는 국회 대정부 질문에 앞서 9월 13일 자신의 페이스북에 "검찰수사에 영향을 미칠 것 같아 말하지 않았다"고 하면서 "아들이 입대 전 수술을 받고 입대 후에 같은 병원에서 수술을 받아야 했다"며 "병원에서 수술 후 3개월 이상 안정이 필요하다고 진단했지만, 아들은 한 달을 채우지 못하고 부대로 들어갔고 남은 군 복무를 모두 마쳤다”며 “군대에서 일부러 아프고 싶은 사람은 없을 것이다. 군은 아픈 병사를 잘 보살필 준비가 되어 있었고, 규정에도 최대한의 치료를 권하고 있어 딱히 절차를 어길 이유가 전혀 없었다”고 했다.

### 수사지휘권 행사
추미애 법무부 장관은 검찰총장 수사지휘권을 발동해 라임 사건을 지휘하는 서울남부지방검찰청과 윤석열 검찰총장 처가 의혹을 수사하는 서울중앙지검 수사팀에게 상급자의 지휘를 받지 말고 수사결과만 검찰총장에게 보고하라고 지시했다. 윤석열 검찰총장은 '수사팀은 검찰의 책무를 엄중히 인식하고, 대규모 펀드사기를 저지른 세력과 이를 비호하는 세력 모두를 철저히 단죄함으로써 피해자들의 눈물을 닦아주고 국민의 기대에 부응하기 바란다'라고 밝혔고, 이후 2020년 10월 23일 청문회에서 '수사지휘권 발동은 위법'이라고 말했다.

### 피의사실 공표 논란
조국 전 법무부장관에 의해 도입된 검찰수사의 피의 사실 공표 금지 원칙을 자의적으로 적용하고 있다는 비판을 받았다. 수사 대상의 정치적 성향에 따라 수사 상황 공개가 자의적이라는 지적이다. 특히 국정감사 자리에서 직접 수사사실을 공표하고 있어 더욱 논란을 키웠다.

### 정진웅 관련 논란
검사가 비위로 기소된 경우 기소 즉시 직무배제가 원칙이었으나, 채널A사건 수사중 독직폭행혐의로 기소된 정진웅 광주지검 차장검사의 직무배제가 계속 미뤄지고 있어 논란이다. 한동훈 검사의 경우처럼 검사 징계 법상 법무부 장관의 권한으로 정진웅 검사의 직무배제가 가능하나, 정진웅 검사건의 경우 검사의 징계를 총장이 요청할 수 있다는 규정을 들어 대검으로부터의 요청이 안 오고 있다며 정진웅 검사의 직무배제를 미루고 있는 형국이다. 윤석열 검찰총장이 측근인 한동훈 검사 관련 사건에 개입하는 모양새가 나오도록 유도하고 있다는 분석이 있다.

### 검찰총장에 대한 징계 청구
추미애는 검찰총장에 대한 중대한 비위를 발견하였다고 주장하면서 검찰총장의 징계를 강행했다. 그러나 검찰총장에 대한 징계는 혐의에 대한 소명 부족, 의결 과정에서의 하자 등으로 집행정지가 인용되어 사실상 무산됨으로써 추미애 법무부 장관이 검찰총장에 대해 무리한 징계를 강행했다는 주장이 있다. 그러나 2021년 10월 15일, 서울행정법원 행정12부는 법무부 검사징계위원회가 징계 사유로 인정한 4가지 가운데 ▲ 대검찰청 수사정보정책관실의 주요 사건 재판부 사찰 의혹 문건 작성·배포 ▲ 채널A 사건 감찰 방해 ▲ 채널A 사건 수사 방해 3건이 인정된다고 판단했다. 1심 판결의 내용이 맞다고 하더라도 추미애 당시 법무부 장관이 주도한 징계 절차가 '절차적 정의'에 어긋나 가처분 신청이 인용되었기 때문에, 무리한 징계였다는 점은 부정되지 않는다. 윤석열 전 검찰총장이자 국민의힘 대선후보는 1심 판결에 반발하며 항소하였다.

## 역대 선거 결과
|  | 43.77% |

|  | 57.35% |

|  | 30.08% |

|  | 51.29% |

|  | 55.19% |

|  | 48.53% |

|  | 50.58% |

## 소속 정당
| 소속 정당 | 소속 정당      | 소속 기간 | 비고           |
| --------- | -------------- | --------- | -------------- |
|           | 새정치국민회의 | 1995~2000 | 창당 정계 입문 |
|           | 새천년민주당   | 2000~2005 | 합당           |
|           | 민주당         | 2005~2007 | 당명 변경      |
|           | 중도통합민주당 | 2007      | 합당           |
|           | 무소속         | 2007      | 탈당           |
|           | 대통합민주신당 | 2007~2008 | 창당           |
|           | 통합민주당     | 2008      | 합당           |
|           | 민주당         | 2008~2011 | 당명 변경      |
|           | 민주통합당     | 2011~2013 | 합당           |
|           | 민주당         | 2013~2014 | 당명 변경      |
|           | 새정치민주연합 | 2014~2015 | 합당           |
|           | 더불어민주당   | 2015~현재 | 당명 변경      |

## 같이 보기
- 제주4·3사건진상규명및희생자명예회복위원회
- 대한민국의 법무부 장관
- 서울 광진구의 국회의원
- 하남시의 국회의원
- 광진구 을
- 하남시 갑